# HMC Antoniushove
Het HMC Antoniushove is een ziekenhuis in de Nederlandse plaats Leidschendam. Het maakt samen met Westeinde en Bronovo deel uit van Haaglanden Medisch Centrum. Het ziekenhuis is gevestigd aan de Burgemeester Banninglaan.

## Geschiedenis
De Sint Antoniushove werd opgericht op initiatief van en met steun van pastoor Wilhelmus van Stee, de latere bisschop mgr. Van Stee, en was bedoeld als pension voor welgestelde ouderen. De eerste locatie van het pension was aan het Oosteinde in Voorburg. De officiële opening vond plaats op 13 juni 1913, feestdag van de heilige Antonius van Padua. De zusters Augustinessen van Barmhartigheid uit Delft namen vanaf de oprichting tot aan de Tweede Wereldoorlog de ziekenverzorging van de pensionbewoners op zich. Van 1947 tot 1972 werd de ziekenverzorging toevertrouwd aan de Vrouwen van Nazareth, die daarvoor een verpleegstersopleiding opzetten in Vronestein. In 1973 verhuisde Antoniushove naar Leidschendam. De ziekenzaal van het pension werd ook opengesteld voor mensen uit de omgeving. Hieraan was zoveel behoefte dat deze afdeling hard groeide en belangrijker werd dan het pension. In 1991 en 1992 werden een tramkeerlus en een tram-/bushalte aangelegd, waarmee de bereikbaarheid van het ziekenhuis werd verbeterd. Ook werden er extra parkeerplaatsen aangelegd. In 1998 fuseerden Sint Antoniushove en Westeinde Ziekenhuis tot Medisch Centrum Haaglanden. In 2006 en 2007 werden de begane grond en de 1e en 2e verdieping verbouwd. Ook de Spoedeisende hulp werd verbouwd en de gevel werd vernieuwd. In 2012 werd de bushalte opgeheven voor reguliere bussen. De halte werd in 2013 gebruikt door buurtbussen. In 2015 fuseerden Medisch Centrum Haaglanden en Bronovo-Nebo. In 2016 werd de naam gewijzigd in HMC (Haaglanden Medisch Centrum). In 2017 sloot HMC Antoniushove de spoedeisende hulp en verhuisde naar de HMC Bronovo. Door de toekomstplannen rondom de HMC verhuisde de huisartsenpost (SMASH/HAP) op 2 juli 2019 van HMC Bronovo naar HMC Antoniushove. Uiterlijk in 2024 gaat de planbare zorg vanuit HMC Bronovo naar HMC Antoniushove, samen met een deel van de poliklinieken van HMC Bronovo.

### Nieuwbouw
In 2013 heeft de Medisch Centrum Haaglanden bekendgemaakt dat MCH Antoniushove wordt uitgebreid. Hiervoor is op de plaats van de voormalige tramkeerlus en parkeerplaatsen een aanbouw aan het hoofdgebouw gerealiseerd met een nieuwe hoofdingang, een bloedafdeling, een apotheek, een huisartsenpraktijk, een restaurant en een verpleegafdeling die eenpersoonskamers bevat. Ook is er een binnentuin gekomen en een nieuwe parkeergarage. De voormalige tramkeerlus is tussen april en juli 2013 omgebouwd naar een tailtrack en samen met de tramhalte verplaatst naar Burgemeester Banninglaan. Ook de Burgemeester Banninglaan zelf werd heringericht. In augustus 2013 startte de nieuwbouw om in 2015 te worden opgeleverd.

## Bereikbaarheid
Locatie Antoniushove is te bereiken met tram 2, tram 19 en bus 46, halte HMC Antoniushove en tram 6, halte Mall of the Netherlands.

## Foto's

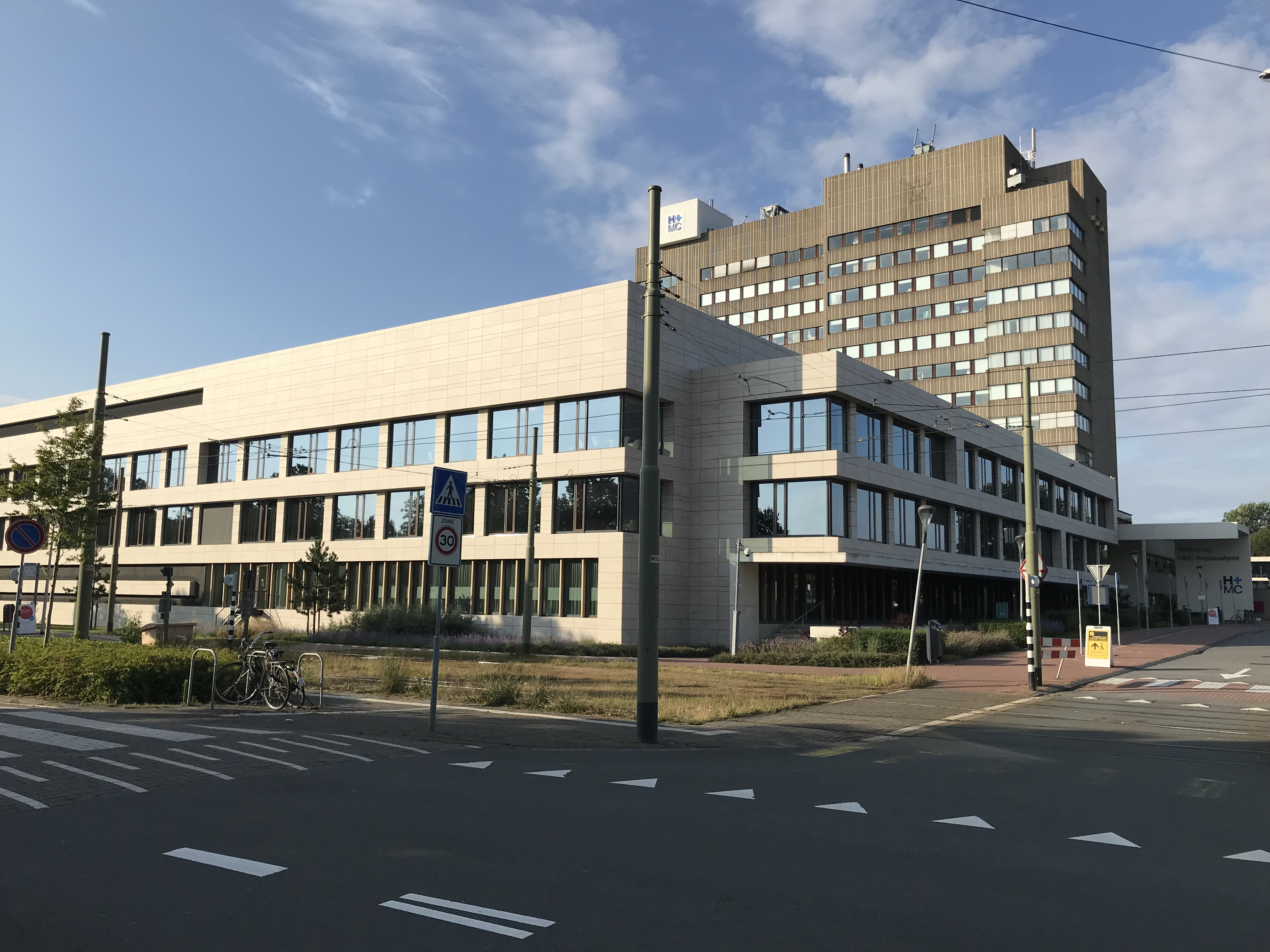
Overzicht over alle gebouwen.
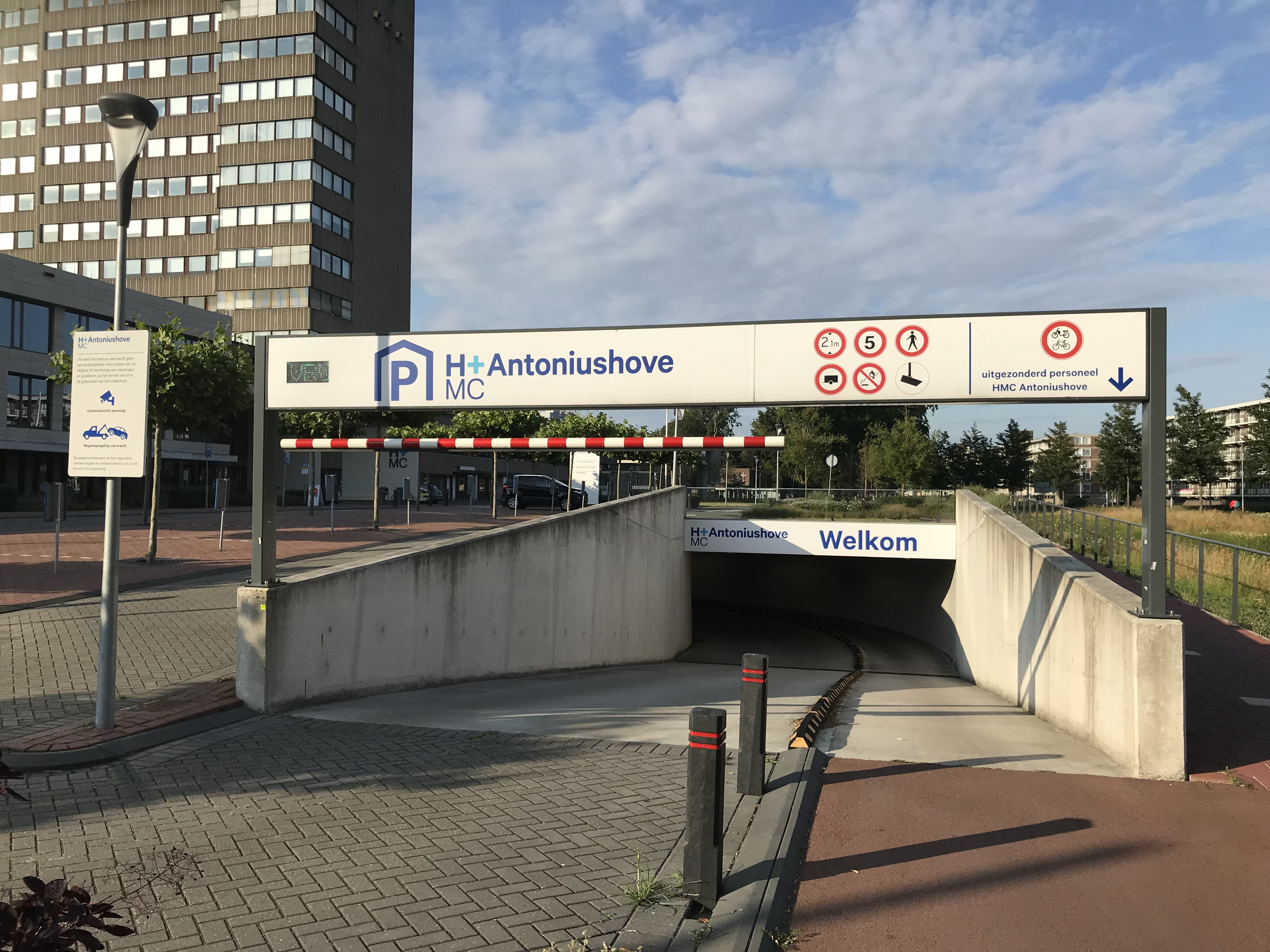
Ingang naar de parkeergarage.
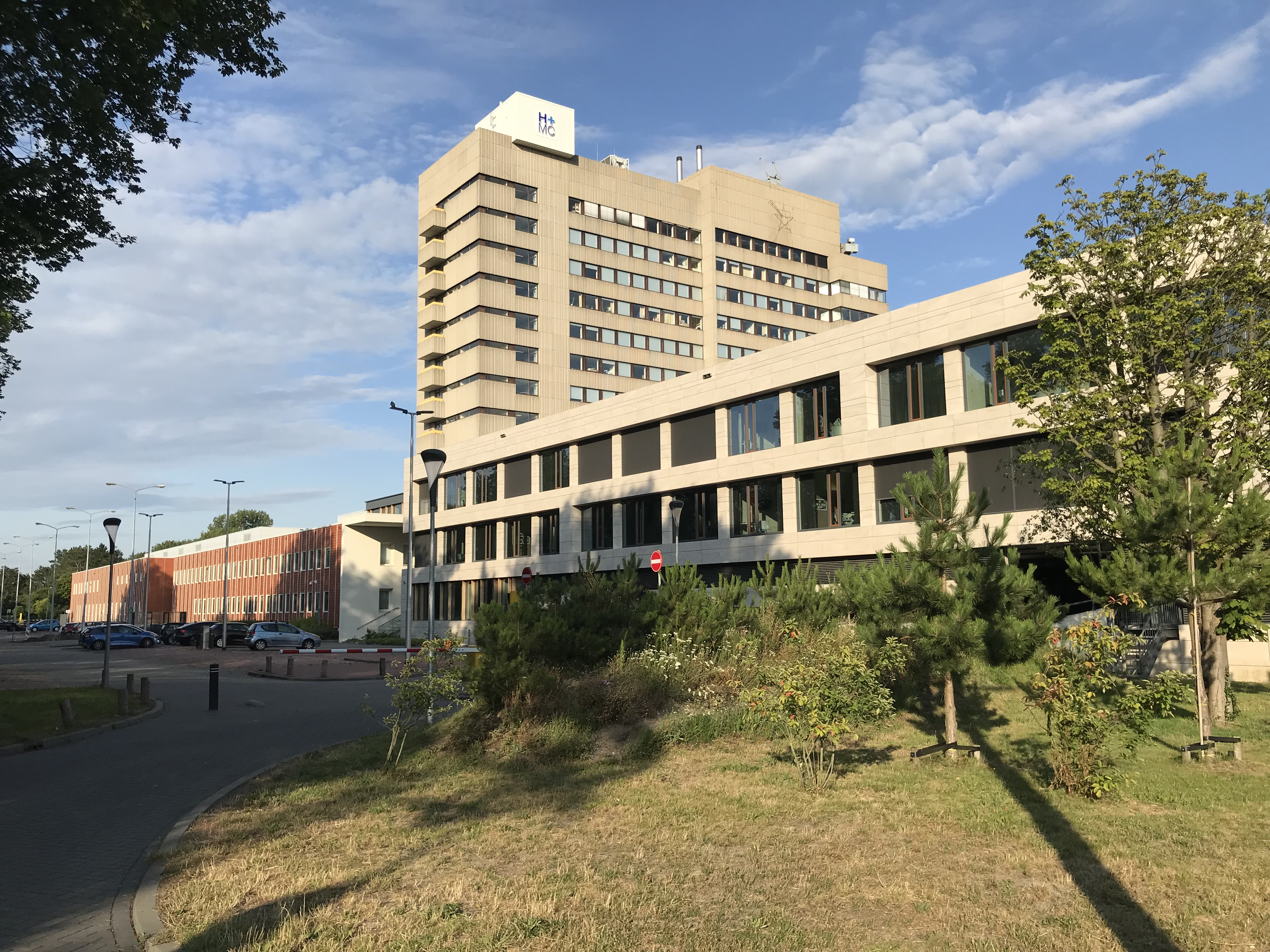
Andere zijde van het gebouw.
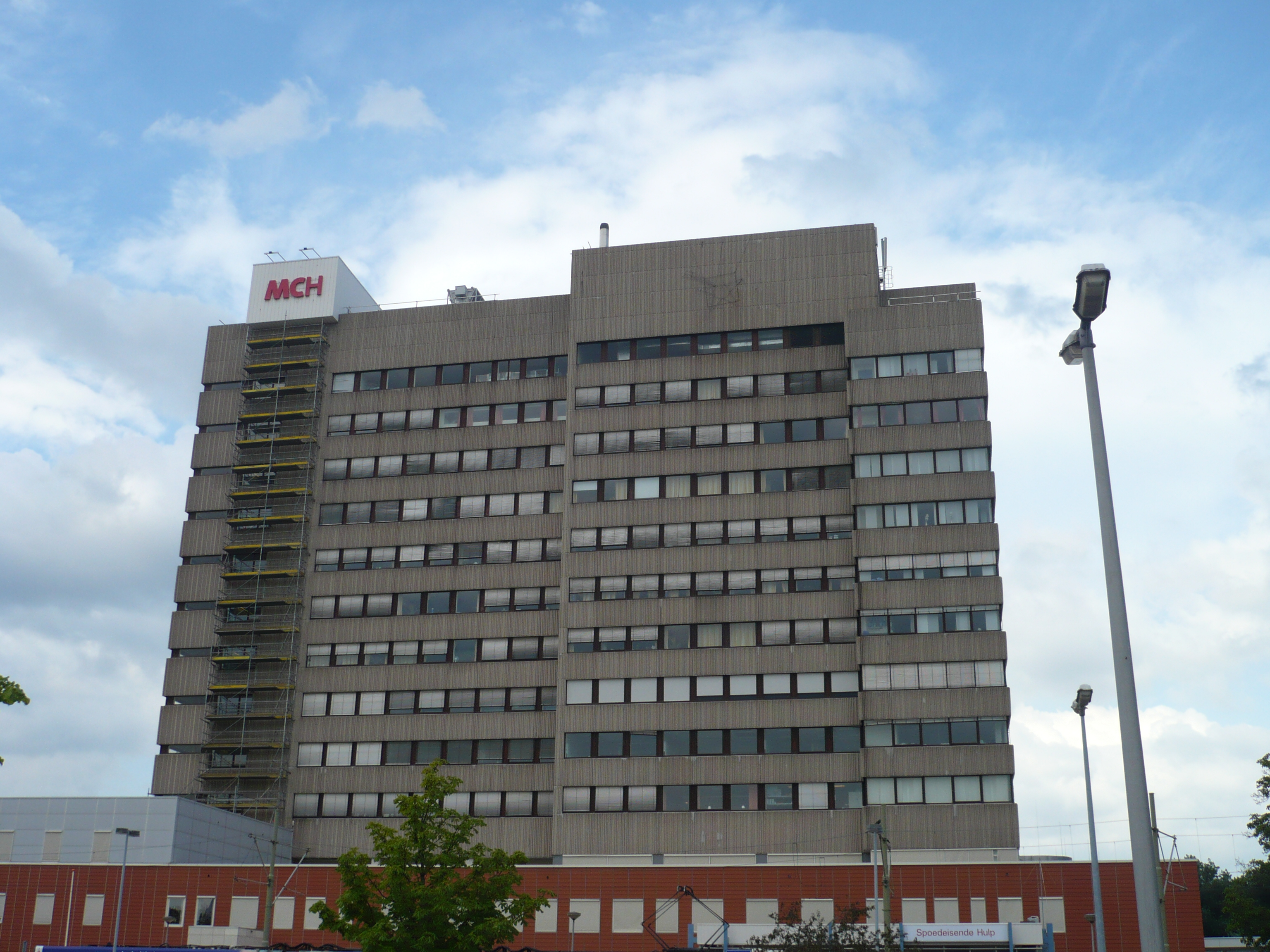
Met het 'oude' MCH-logo, MCH Antoniushove (2012).
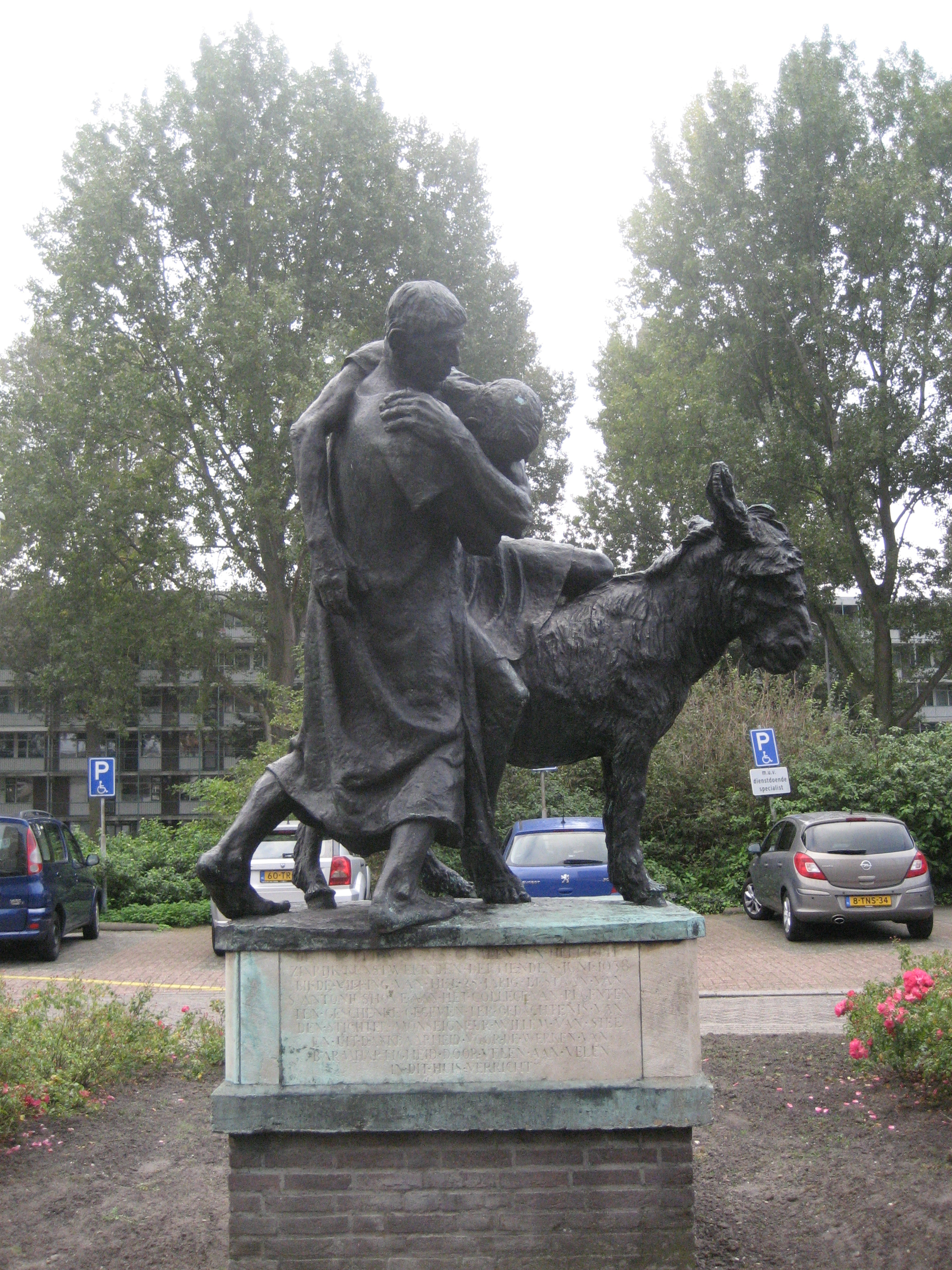
"De barmhartige Samaritaan" bij de ingang van de Antoniushove.